# Ижорец (футбольный клуб)
ФК «Ижорец» — футбольная секция колпинского спортивного клуба «Ижорец».
Первой футбольной командой появившейся в городе Колпино можно считать футбольный кружок «Звезда» созданный в 1909 году.
— 1917 — футбольная команда «Колпино» вступила в Санкт-Петербургскую футбольную лигу.
— 1920 — уже имеется упоминание о футбольной заводской команде созданной при Ижорском заводе.
— 1930 — команда «Красный Ижорец» заняла первое командное место на первенстве Ленинграда.
В 30-е годы создается множество цеховых команд для заводского первенства, игры проводятся на футбольном поле кирпичного завода «Победа».
В 1937 после выхода в первую футбольную лигу Ленинграда, «Ижорский Завод» заявлен в число участников розыгрыша Кубка СССР.
В 1994 и 1995 годы чемпион Санкт-Петербурга (тренер О. М. Блинов).
Знаменитые воспитанники — Юрий Герасимов (чемпион СССР 1984 года), Владимир Казачёнок, Алексей Стрепетов, Астафьев Максим, Александр Панов.
В настоящее время работает ДЮФК «Ижорец» — филиал Академии футбольного клуба «Зенит». Команды регулярно выступают в международном юношеском турнире «Кубок Владимира Казачёнка».

## Достижения
Чемпионат Ленинграда / Санкт-Петербурга
- Чемпион (2): 1994, 1995
- Серебряный призёр (6): 1996, 2006, 2007, 2012, 2013, 2014, 2015, 2016
- Бронзовый призёр (3): 1963, 1966, 1974, 2010

Кубок Ленинграда / Санкт-Петербурга
- Обладатель (1): 2006
- Серебряный призёр (1): 2007